# Hohenwart (Weißenbrunn)
Hohenwart ist ein Gemeindeteil der Gemeinde Weißenbrunn im Landkreis Kronach (Oberfranken, Bayern).

## Geografie
Die Einöde liegt am Fuße des Geiersberges (485 m ü. NHN, 0,7 km südöstlich). Eine Ortsstraße führt nach Weißenbrunn zur Bundesstraße 85 (0,2 km nordwestlich).

## Geschichte
Mit dem Gemeindeedikt wurde Hohenwart dem 1808 gebildeten Steuerdistrikt Weißenbrunn und der 1818 gebildeten Ruralgemeinde Weißenbrunn zugewiesen.

### Einwohnerentwicklung
| Jahr      | 001818 | 001861 | 001871 | 001885 | 001900 | 001925 | 001950 | 001961 | 001970 | 001987 |
| Einwohner |        | 4      | 4      | 5      | 3      | 9      | 28     | 5      | 5      | 1      |
| Häuser    | 1      |        |        | 1      | 1      | 2      | 2      | 1      |        | 1      |
| Quelle    | [ 4 ]  | [ 6 ]  | [ 7 ]  | [ 8 ]  | [ 9 ]  | [ 10 ] | [ 11 ] | [ 12 ] | [ 13 ] | [ 1 ]  |

## Religion
Der Ort ist in die evangelisch-lutherische Dreieinigkeitskirche (Weißenbrunn) gepfarrt.